# Državna cesta D207
D207 je državna cesta u Hrvatskoj. 
Cesta spaja D206 u Humu na Sutli (granica sa Slovenijom) s čvorom Đurmanec na autocesti A2. Cesta u početku prati rijeku Sutlu i hrvatsko-slovenski granicu, a kasnije se odvaja i prolazi kroz naselja Hromec i Đurmanec, gdje se spaja na autocestu A2.
Ukupna duljina iznosi 14,5 km.

## Vanjske poveznice
|  | Zajednički poslužitelj ima još gradiva o temi Državna cesta D207 |